# ELV
ELV (skrót od fr. Ensemble de Lancement Vega, tłum. Strefa startowa rakiet Vega) – jeden z najstarszych kompleksów startowych w Gujańskim Centrum Kosmicznym (Kourou, Gujana Francuska). Za czasów obsługi rakiet Arian 1-3 platforma była znana jako ELA-1 (skrót od fr. Ensemble de Lancement Ariane-1, tłum. 1. Strefa startowa rakiet Ariane)
Początkowo wyrzutnia pod nazwą CECLES była przeznaczona pod rakiety Europa 2. W 1971 odbył się tam tylko jeden start tej rakiety zakończony niepowodzeniem.
W 1979 z tego samego kompleksu (już pod nazwą ELA-1) wystartowała pierwsza rakieta Ariane 1. W 1984 wystartowała Ariane 3, a w 1986 Ariane 2. Wyrzutnię ELA-1 zdezaktywowano w 1989 roku po ostatnim locie Ariane 3.
Od 2004 do 2011 roku na potrzeby nowej rakiety Vega przebudowano kompleks ELA-1 i zmieniono mu nazwę na ZEnsemble de Lancement Vega (ELV). Pierwszy start Vegi odbył się 13 lutego 2012 roku. Rakieta dostarczyła na orbitę satelity LARES i ALMASat-1 oraz 7 satelitów CubeSat, wśród nich pierwszego polskiego sztucznego satelitę o nazwie PW-Sat zbudowanego przez inżynierów Politechniki Warszawskiej we współpracy z Centrum Badań Kosmicznych PAN w Krakowie.